# Флорес Риос, Маурисио
Маурисио Флорес Риос (исп. Mauricio Flores Ríos; род. 10 сентября 1990, Вальпараисо) — чилийский шахматист, гроссмейстер (2009).
В составе сборной Чили участник 2-х Олимпиад (2006 и 2012).

## Изменения рейтинга
| Графики недоступны из-за технических проблем. См. информацию на Фабрикаторе и на mediawiki.org. |